# 鬼岳

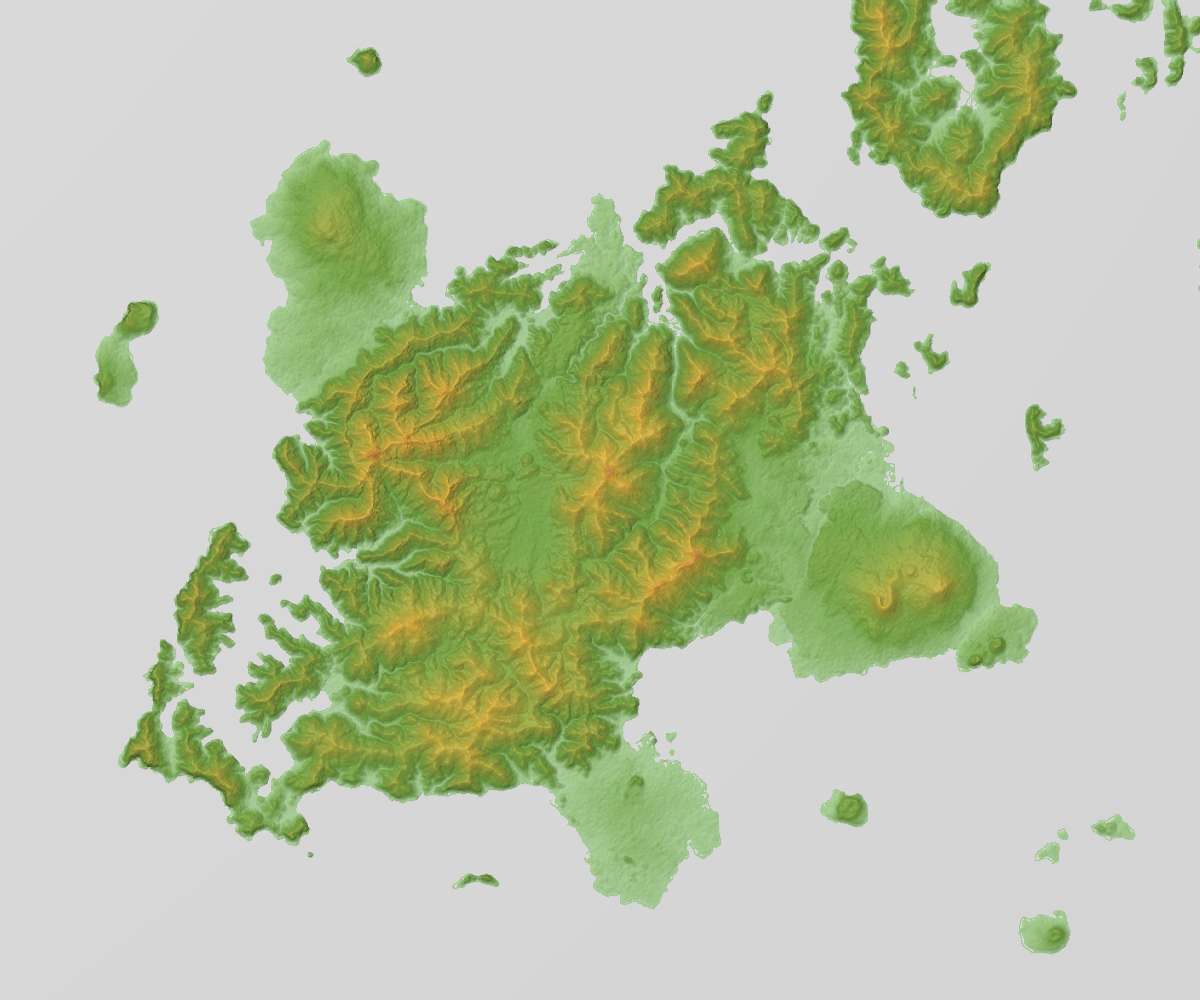
福江島の地形図 鬼岳は中央右

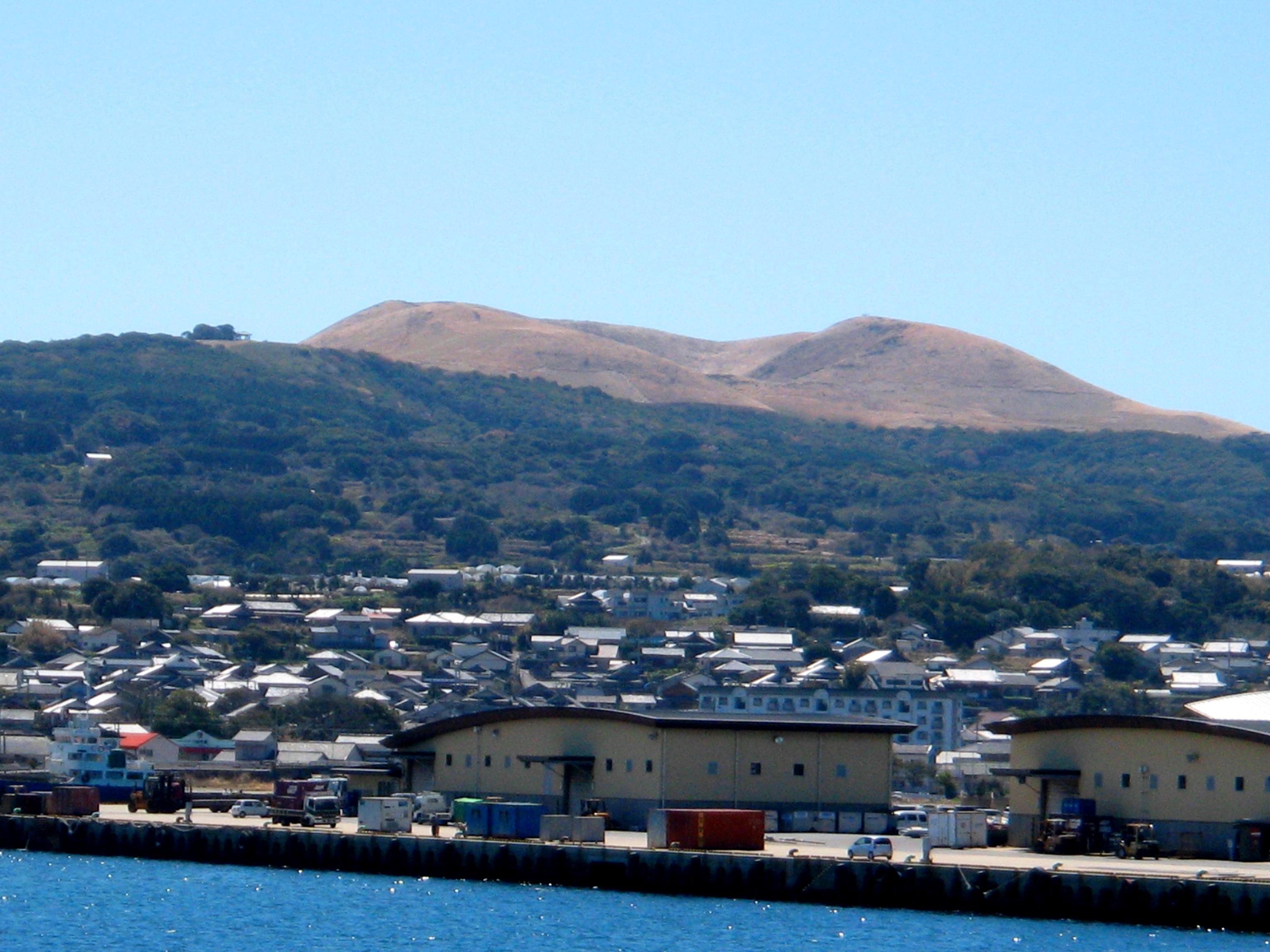
鬼岳を北から望む

鬼岳（おんだけ）は、長崎県五島市上大津町にある標高315メートルの火山である。西海国立公園に指定されている。

## 概要
鬼岳は長崎県五島列島の福江島にあり、多数の火山からなる福江火山群の一つである。有史以降の記録に残る火山活動はない。周辺の単成玄武岩質火山体を合わせて鬼岳火山群というまとめ方にも分類される。
約2,300-2,400年前に福江火山群のどこかで噴火が起こったことが分かり、2003年1月の火山噴火予知連絡会による活火山の見直しで「新たに追加する活火山および範囲などに変更があった活火山」として単成火山群の福江火山群が活火山とされた。

## 福江火山群の形成
- 約94 - 68万年前 - 福江火山群のうち北西部の岐宿火山でアルカリ玄武岩の活動が開始[1]。
- 30万年前 - 他の火山でもアルカリ玄武岩活動開始[1]。
- 約9万年前 - 福江火山群の新期の活動が開始[1]。
- 約2,400年前 - 福江火山群のどこかで最新の噴火があったと考えられている[1]。

## 関連施設
- 福江空港 - 鬼岳裾野の田園地帯を切り開いて開港した空港。
- 五島市鬼岳天文台 - 鬼岳山頂駐車場近辺に所在する公開天文台。
- 鐙瀬公園 - 鬼岳の溶岩流により形成された溶岩海岸。
- 五島コンカナ王国 - 山頂と福江空港の中間に位置するリゾート施設。鬼岳温泉がある。
- 五島カントリークラブ - 福江島唯一のゴルフ場。